# Гомиш, Фернан
Фернан Гомиш(Гомес) да Мина (порт. Fernão Gomes da Mina) — португальский купец и исследователь новых земель, живший в XV веке, снарядивший несколько морских экспедиций для исследования западного побережья Африки.
Фернан Гомес был сыном Тристао Гомеса (де Брито), который, как говорят[кто?], происходит от мужской линии старых британцев.
В 1460 году умер инфант Энрике Мореплаватель, главный вдохновитель португальских географических открытий. В течение нескольких лет после его смерти никаких новых экспедиций за пределы открытых португальцами ранее земель не отправлялось. Однако новые земли, как и открытие морского пути в Индию, были очень важны для государства, и вскоре стало ясно, что плавания, намеченные покойным инфантом, необходимо продолжать.
В 1469 году король Афонсу V предоставил Фернану Гомесу монополию на торговлю с открытыми ранее странами Гвинейского залива. По условию договора, в течение пяти лет Гомес был обязан, помимо выплат ежегодной ренты в размере 200 000 реалов, организовать проведение регулярных разведывательных плаваний к югу вдоль западного берега Африки и исследовать не менее 100 лиг африканского побережья в год. Поздне́е соглашение было продлено еще на один год, при условии исследования новых земель. Для этих целей Гомес нанял двух капитанов , Жоао де Сантарени  и Эскобар, оба наездника[кто?] Дома Афонсу V, капитанами которого были Мартим Фернандес , уроженец Лиссабона, и Альваро [что?]
В 1471 году Гомиш снарядил экспедицию под командованием Жуана де Сантарена и Перу Эшкобара, которые прошли вдоль всего Золотого берега, достигли экватора и открыли острова Сан-Томе и Принсипи, из которых первый был назван в честь апостола Фомы (порт. São Tomé), а второй — в честь португальского принца (порт. Príncipe).
После этого Фернан Гомиш посылал к югу ещё несколько разведывательных экспедиций, которые пересекли экватор, открыли ряд островов и завершили открытие Гвинейского залива. Участвовал также в постройке крепости Сан-Жоржи-да-Мина на Золотом Берегу, которая стала важнейшим опорным пунктом португальцев в этом районе. Учитывая большие доходы, особенно от торговли с его складов в Эльмине, королевским повелением от 29 августа 1479 года ему было дана приставка к фамилии «да Мина» и новый герб — «увенчанный щит с тремя головами негров на серебряном поле, у каждой головы золотые кольца в носу и ушах, и золотой ошейник на шее».